# علوم کاربردی
منظور از علوم کاربردی به کار بردن آگاهی‌های علمی در یک محیط فیزیکی است. رشته‌های مهندسی نزدیک‌ترین رابطه را با علوم کاربردی دارند. علوم کاربردی در پیشرفت فناوری نقش مهمی دارد. کاربرد آن در محیط‌های صنعتی معمولاً تحقیق و توسعه (R&D) خوانده می‌شود.
علوم کاربردی با علوم بنیادی تفاوت دارند از این جهت که این علوم به توصیف پایه‌ای‌ترین اشیاء و نیروها می‌پردازند و تأکید اندکی بر کاربرد عملی دارند.